# Coussey
Coussey là một xã, nằm ở tỉnh Vosges trong vùng Grand Est của Pháp. Xã này có diện tích 16,02 km², dân số năm 1999 là 707 người. Xã này nằm ở khu vực có độ cao trung bình 284 m trên mực nước biển.

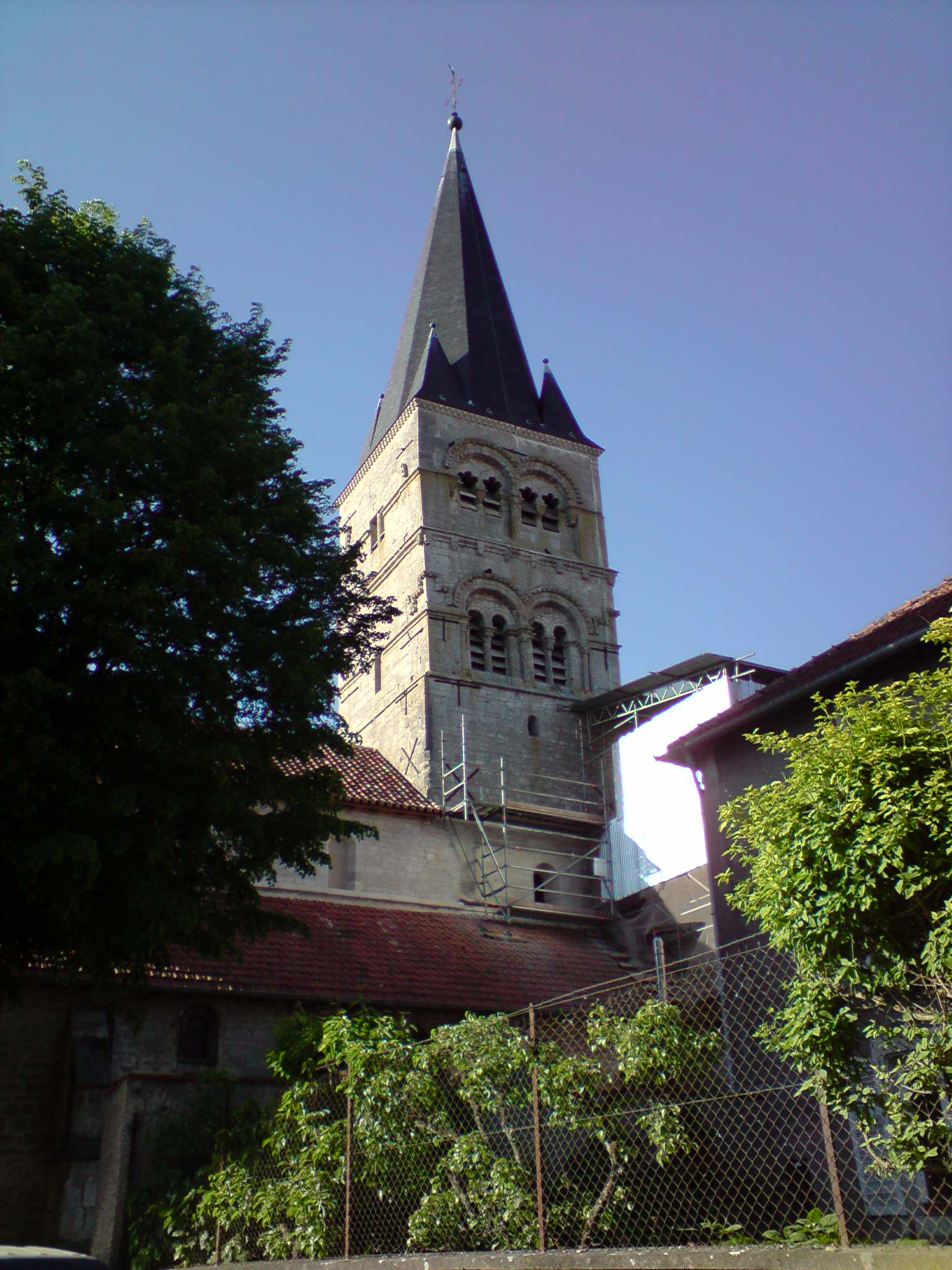
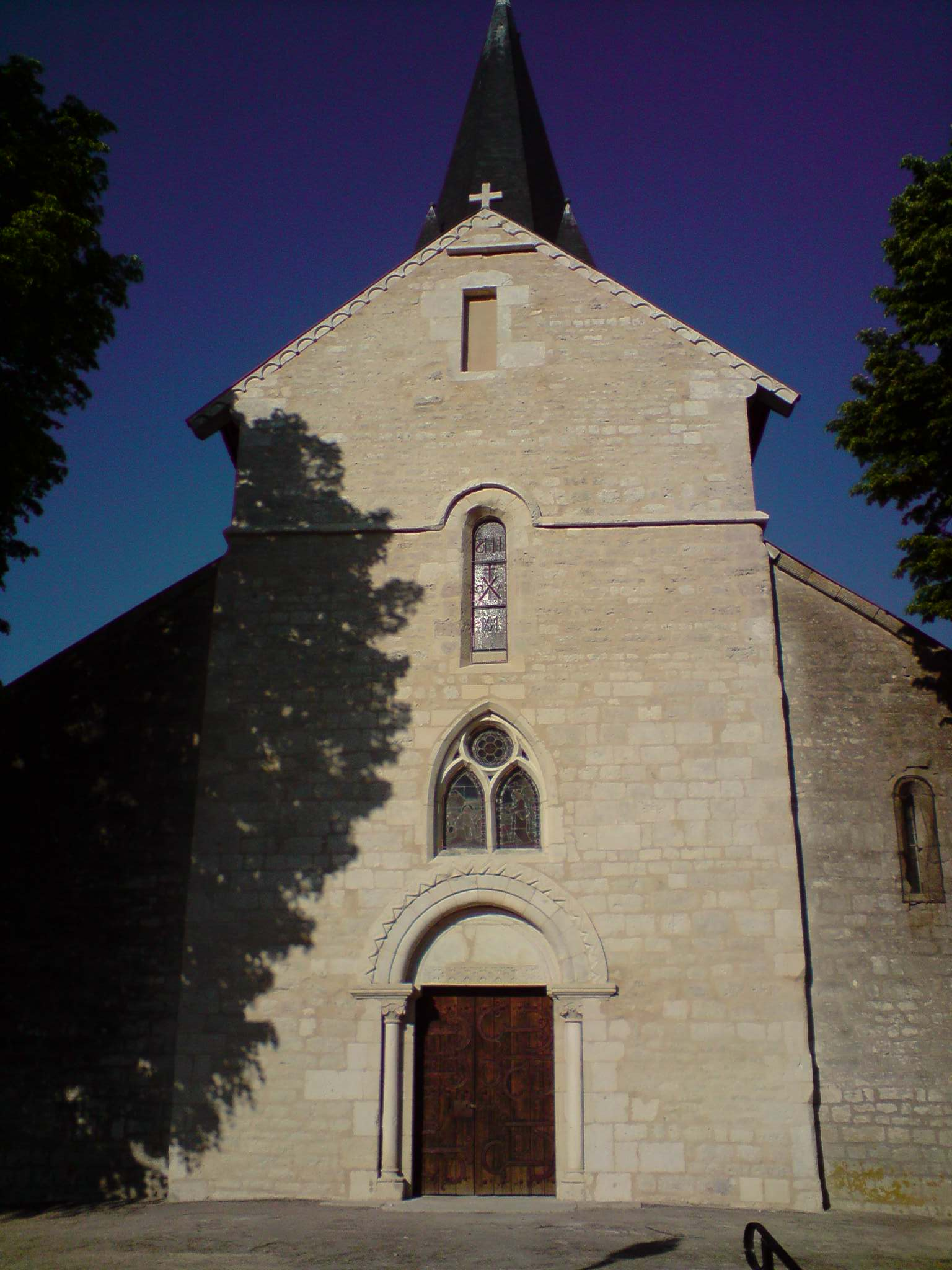
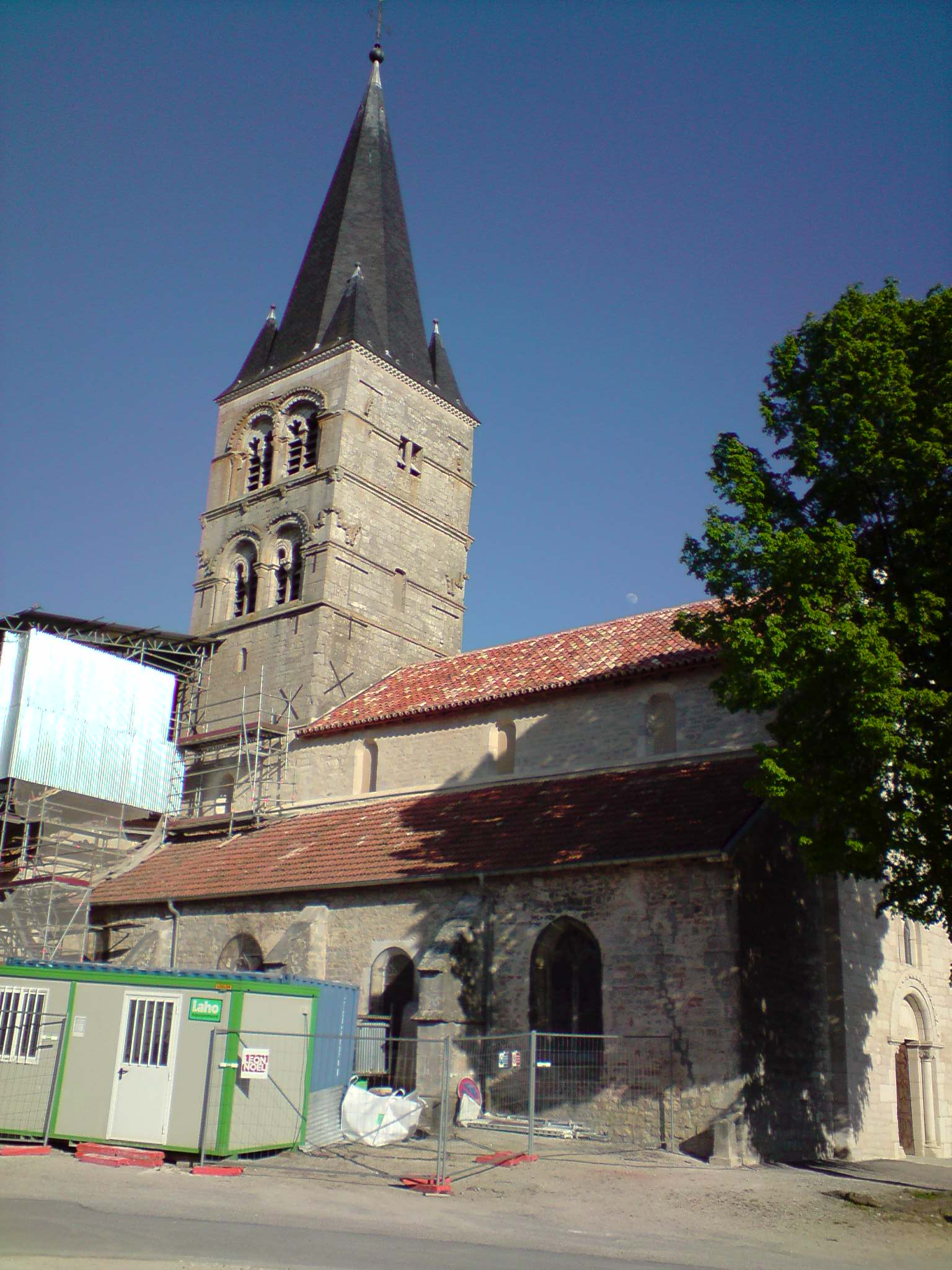

## Hành chính
| Danh sách các xã trưởng                |           |                 |      |         |
| Giai đoạn                              | Giai đoạn | Tên             | Đảng | Tư cách |
| depuis tháng 3 2001                    |           | M. Bernard Adam |      |         |
| Tất cả các dữ liệu trước đây không rõ. |           |                 |      |         |

## Biến động dân số
| Năm | 1962 | 1968 | 1975 | 1982 | 1990 | 1999 |
| --- | ---- | ---- | ---- | ---- | ---- | ---- |
| Dân số | 640  | 629  | 619  | 757  | 752  | 707  |
| From the year 1962 on: No double counting—residents of multiple communes (e.g. students and military personnel) are counted only once. |      |      |      |      |      |      |